# Placido Belavić
Placido Belavić (Karlovac, 23. ožujka 1868. – Vukovar, 17. veljače 1957.), bio je hrvatski književnik, povjesničar i prevoditelj. Bio je dijelom plejade hrvatskih svećenika pripovjedača iz prve polovice 19. stoljeća.

## Životopis
Placido Belavić rodio se je u Karlovcu 1868. godine. Gmnaziju je svršio u rodnome gradu a bogosloviju u Baji, u Mađarskoj. U razdoblju od 1912. do 1924. godine bio je dušobrižnikom hrvatskih iseljenika u Sjedinjenim Američkim Državama (Chicago). Osnovao hrvatske župe u New Yorku (1914.) i Milwaukeeju (1917.). Surađivao u listovima u domovini i SAD-u (Naša nada – Our Hope, Chicago).
Umro je u Vukovaru 1957. godine.

## Djela
(izbor)
- Čudotvorna Gospina slika u Sotinu, Tiskara "Sriemskih novina", Vukovar, 1909. (reprint, Gradski muzej Vukovar, Zagreb, 1995.)
- Buffalo i druge pripovijesti, Tisak i naklada Lav. Weissa, Bjelovar, 1915.
- Čarobni diplaš i druge američko-indijske i japanske priče za hrvatsku mladež, Tisak i naklada knjižare Gust. Neuberga, Križevci, 1916.
- Crtice iz prošlosti Vukovara, Tiskara Novo doba, Vukovar, 1927. (reprint, Gradski muzej Vukovar, Vukovar, 1993.)
- Povijest samostana i župe vukovarske, 2. izd., Tiskara Novo doba, Vukovar, 1928. (reprint, Ogranak Matice hrvatske [etc.], Vukovar, 2006.)